# Ocean Heights
Ocean Heights («Океанські вершини») — хмарочос в місті Дубай (ОАЕ), що розташований в районі Дубай Марина вздовж автомагістралі Al Sufouh Road, навпроти комплексу «Джумейра Лейк Тауерс», неподалік від 52-поверхового житлового будинку «Марина Краун». Це справжній шедевр архітектури і дизайну, який є однією з головних визначних пам'яток міста Дубай.
Створений відомим архітектором Ендрю Бромбергом хмарочос «Ocean Heights» входить до п'ятірки найвищих житлових будинків міста Дубая, поступаючись лише Princess Tower, 23 Marina, The Marina Torch і HHHR Tower. Цей 82-поверхову будівлю заввишки 310 м прикрашає в'їзд в Дубай Марина.
Будівництвом даної споруди займалася компанія Emaar Properties. Будівництво хмарочоса закінчилося, 22 грудня 2009 року, здана в експлуатацію будівля в 2010 році. Загальна висота 82-поверхового будинку становить 310 м. При цьому здійснений в дійсності проект є третім варіантом, запропонованим проектувальниками. Перший проект цієї будівлі включав в себе всього лише 38 поверхів, а другий - 50. У результаті вийшло 82 поверхи. Загальна площа поверхів становить 789 274 м². У будівлі є 519 житлових квартир. Тут 
знаходяться одно-, дво- і трикімнатні квартири. Їхня площа коливається від 67 до 141 кв м. 
Вежа будівлі має оригінальну викривлену форму. Ефект зігнутості будівлі досягається шляхом загортання граней плит перекриттів на кожному поверсі. При просуванні вгору розмір міжповерхових плит перекриттів стає менший, щоб зробити даний поворот більш помітним. Ці плавні м'які повороти роблять об'єкт динамічним, при цьому також зберігається раціональність його конструкцій. Це унікальне архітектурне рішення було застосовано при будівництві об'єкта з метою мінімізувати вплив вітру, оскільки високі будівлі з гострими гранями піддаються великій амплітуді коливань під впливом як постійних вітрів, так і різких грозових поривів.
Спочатку проект будівлі створювався так, щоб з його вікон відкривався чудовий вид на океан, для цього три грані хмарочоса спеціально були закручені. Починаючи з 50-го поверху, будівля поступово піднімається над оточуючими його будівлями. Хмарочос «Ocean Heights» оточений величезною кількістю торгових галерей, клубами, полями для гольфу, пляжем і іншими об'єктами сфери розваг.
Відмінні особливості будівлі:
- Вхід до будинку через просторі, добре оформлені коридори;
- Оздоровчий центр з новітніми тренажерами, сауна, парна та джакузі;
- Великого розміру, басейни з регульованою температурою на 4 поверсі подіуму;
- Спеціальна зона для барбекю;
- Високошвидкісні ліфти;
- Зручний доступ і розташування квартир;
- Абонентська скринька для кожної квартири;
- Професійно виконані роботи по благоустрою прилеглих територій;
- Елегантна бенкетна зала ідеально підходить для проведення урочистих заходів та малих зборів;
- Дитячий сад, послуги няні та дошкільних установ, і все це за дуже розумними цінами;
- Зручна крита парковка.